# سعیدآباد (گلپایگان)
سعیدآباد (گلپایگان)، روستایی از توابع بخش مرکزی شهرستان گلپایگان در استان اصفهان ایران است. این روستا دارای موقعیت جغرافیایی با عرض ۳۳ درجه و ۳۱ دقیقه و طول ۵۰ درجه و ۱۹ دقیقه و ارتفاع ۱۷۹۰ متر از سطح آبهای آزاد می‌باشد.ابن روستا زادگاه جواد نکونام نیز می باشد .

## جمعیت
این روستا در دهستان کناررودخانه قرار دارد و براساس سرشماری مرکز آمار ایران در سال 1395جمعیت آن 2042نفر (۵8۶خانوار) بوده‌است.